# Волін (Південна Дакота)
Волін (англ. Volin) — місто (англ. town) в США, в окрузі Янктон штату Південна Дакота. Населення — 158 осіб (2020).

## Географія
Волін розташований за координатами 42°57′31″ пн. ш. 97°10′52″ зх. д. / 42.95861° пн. ш. 97.18111° зх. д. (42.958621, -97.181185).  За даними Бюро перепису населення США в 2010 році місто мало площу 0,51 км², уся площа — суходіл.

## Демографія
Згідно з переписом 2010 року, у місті мешкала 161 особа в 61 домогосподарстві у складі 41 родини. Густота населення становила 316 осіб/км².  Було 76 помешкань (149/км²).
Расовий склад населення:
| - 99,4 % — білих |

До двох чи більше рас належало 0,6 %. Частка іспаномовних становила 0,0 % від усіх жителів.
За віковим діапазоном населення розподілялося таким чином: 29,8 % — особи молодші 18 років, 60,9 % — особи у віці 18—64 років, 9,3 % — особи у віці 65 років та старші. Медіана віку мешканця становила 33,8 року. На 100 осіб жіночої статі у місті припадало 111,8 чоловіків;  на 100 жінок у віці від 18 років та старших — 109,3 чоловіків також старших 18 років.
Середній дохід на одне домашнє господарство  становив 62 123 долари США (медіана — 56 667), а середній дохід на одну сім'ю — 66 631 долар (медіана — 56 944). За межею бідності перебувало 10,9 % осіб, у тому числі 16,4 % дітей у віці до 18 років та 0,0 % осіб у віці 65 років та старших.
Цивільне працевлаштоване населення становило 110 осіб. Основні галузі зайнятості: виробництво — 21,8 %, будівництво — 19,1 %, освіта, охорона здоров'я та соціальна допомога — 18,2 %.